# Ottmayer Antal
Ottmayer Antal, Anton Ottmayer (Zsolna, 1796. augusztus 23. – ?) jogi doktor, egyetemi tanár.

## Élete
1817. október 25-én az összes jogtudományok doktora és 1822. június 9-én a pesti egyetem jogi karának tagja lett; 1832-ben és 1833-ban e kar dékánja volt. 1825. november 12-én a budai főkormányszékhez és attól függő katonai intézethez ügynökké nevezték ki. 1827-ben a megüresült statisztikai tanszéket is betöltötte; ügyvéd és egyszersmind ideiglenes könyvvizsgáló is volt. 1834-ben Hamulják Mártonnal együtt Pesten szlovák irodalmi társaság keletkezésén fáradoztak és ezen társaság Zora című Almanachjába 1836-ban elbeszélést is írt.

## Művei
- Conspectus et explanatio legum de summaria repositione perlatarum. Pestini, 1825.
- Aliquid de indubia, statui conveniente, ac durabili universorum advocatorum i. Regni Hungariae partiumque eidem adnexarum provisione. Uo. 1829.
- Wechsel-Gesetz-Buch für das Königreich Ungarn und Nebenländer aus dem ungarischen Originaltexte getreu übersetzt. Ofen, 1840. Három kötet.
- Ansichten über die neuen Creditgesetze Ungarns in praktischer Hinsicht. Uo. 1840.
- Nézetek Magyarhon jövő népnevelése körül. Buda, 1848